# Barrage de Toktogul
Le barrage de Toktogul est le plus grand barrage du Kirghizistan, construit sur le Naryn, affluent du Syr-Daria.

## Histoire
Il porte le nom du grand poète kirghize Toktogul Satilganov (1884-1933), comme la ville de Toktogul, qui se trouve à l'est du Lac de Toktogoul, lac artificiel du barrage.
Le barrage est construit sur une partie de la cascade de Naryn Syrdarya. les différentes sources indiquent l'achèvement en 1971, en 1976 ou en 1978.
L'ouvrage est un barrage poids en béton de 215 m de haut. Le lac artificiel est long de 65 km et couvre 284 km2 pour un volume de 19,5 km3, mais seulement 14 milliards de m3 sont utilisables.
Le barrage est utilisé pour la production d'électricité, pour l'irrigation et pour réguler le cours d'eau et limiter les crues. D'une puissance de 1 260 MW, il produit quelque 4 100 GWh par an.

## Irrigation
Grâce au barrage, l'Union soviétique accrut de 800 000 ha la surface de ses terres irriguées en Ouzbékistan et au Kazakhstan, et mit en culture 480 000 ha de nouvelles terres. L'eau destinée à l'irrigation emprunte le canal du Grand Namangan (débit de 60 m3/s) et le canal de Levoberejny Naryn (débit de 20 m3/s).
Quand le lac artificiel se remplit en 1976, vingt-quatre ou vingt-six villages furent noyés dans la vallée de Ketmentub (vallée de Ketmen Tjubinsk). Leurs habitants furent déplacés le long de la route principale sur la rive orientale. Sur une surface agricole utile de 21 200 ha, le pays perdit 12 500 ha de terres irriguées. Pour compenser ses pertes de production agricole, le Kirghizistan reçut du gaz et des biens de consommation.

## Utilisation d'eau internationale
Le barrage se trouve très près de la frontière avec l'Ouzbékistan. Pour cette raison, les profits de l'irrigation et de la protection de crue viennent principalement de l'Ouzbékistan, mais l'ensemble est contrôlé par le Kirghizistan. Cela explique qu'il y ait des accords, mais aussi des débats entre ces deux pays voisins.
D'après un accord de 1984, 25 % de la production de courant et en été 75 % de la quantité d'eau pour l'irrigation devaient être reversé aux pays en aval.
Ce troc « eau-énergie » est issu de la période soviétique. Les États en amont - Kirghizistan et Tadjikistan - acceptaient de laisser une partie de l'eau nécessaire à leurs productions d'énergie hydroélectrique plus en aval. En échange les États en aval - Ouzbékistan, Turkménistan, et Kazakhztan - fournissaient des hydrocarbures produits sur leurs sols, afin de compenser la baisse de production d'énergie hydroélectrique. Avec la chute de l'URSS, ce système s'est effondré.
Aujourd'hui[Quand ?], le manque d'eau est patent, sur le cours moyen et le cours inférieur du Syr-Daria. Aussi, en 1998, en 2001 et en 2004-2005, le Kirghizistan s'est engagé dans des accords à respecter des quotas.

## Divers
Le barrage de Toktogul est reproduit sur le billet de banque kirghize de 100 soms, édité en 1994.

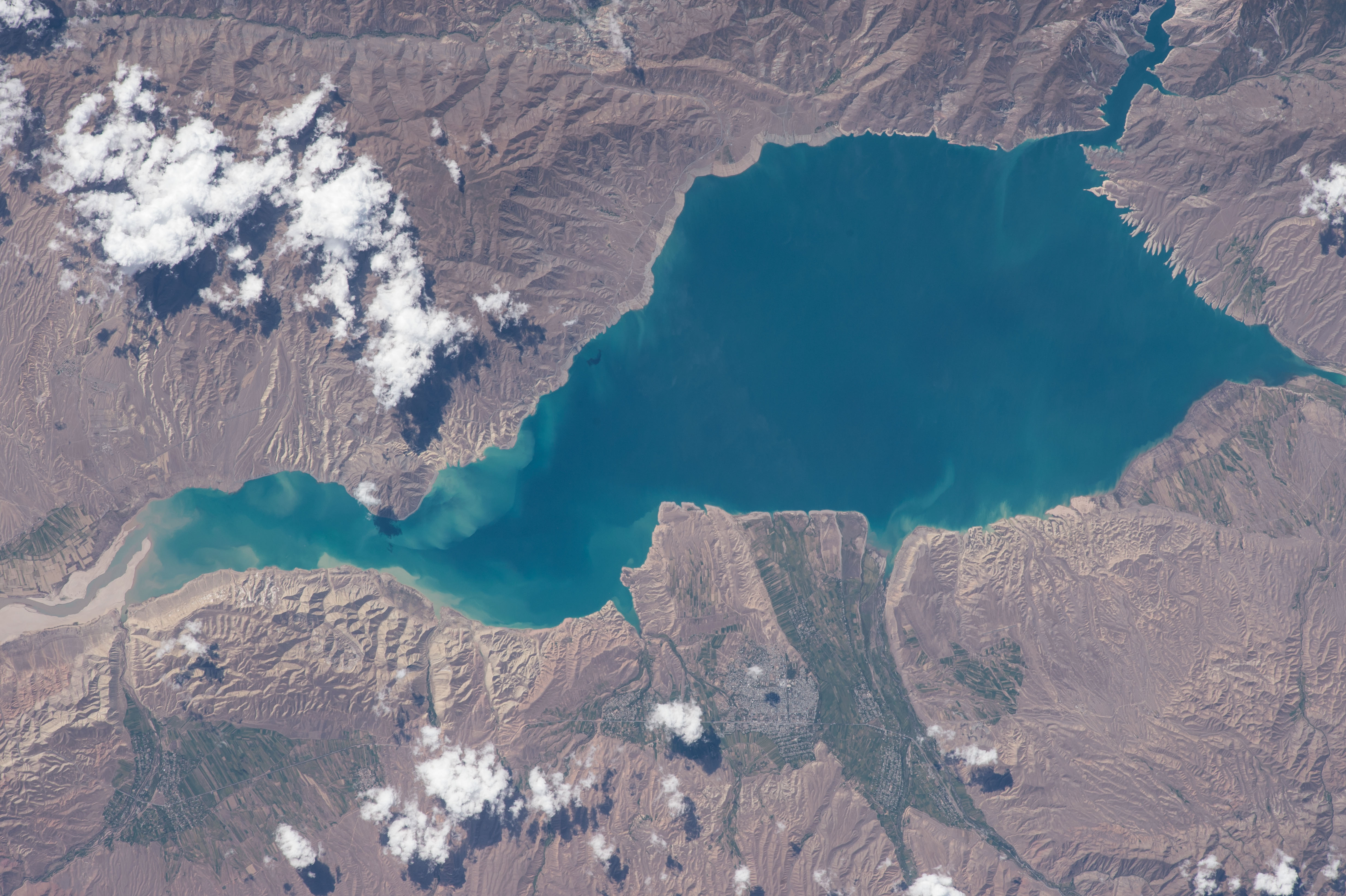
Photo satellite du réservoir de Toktogul.
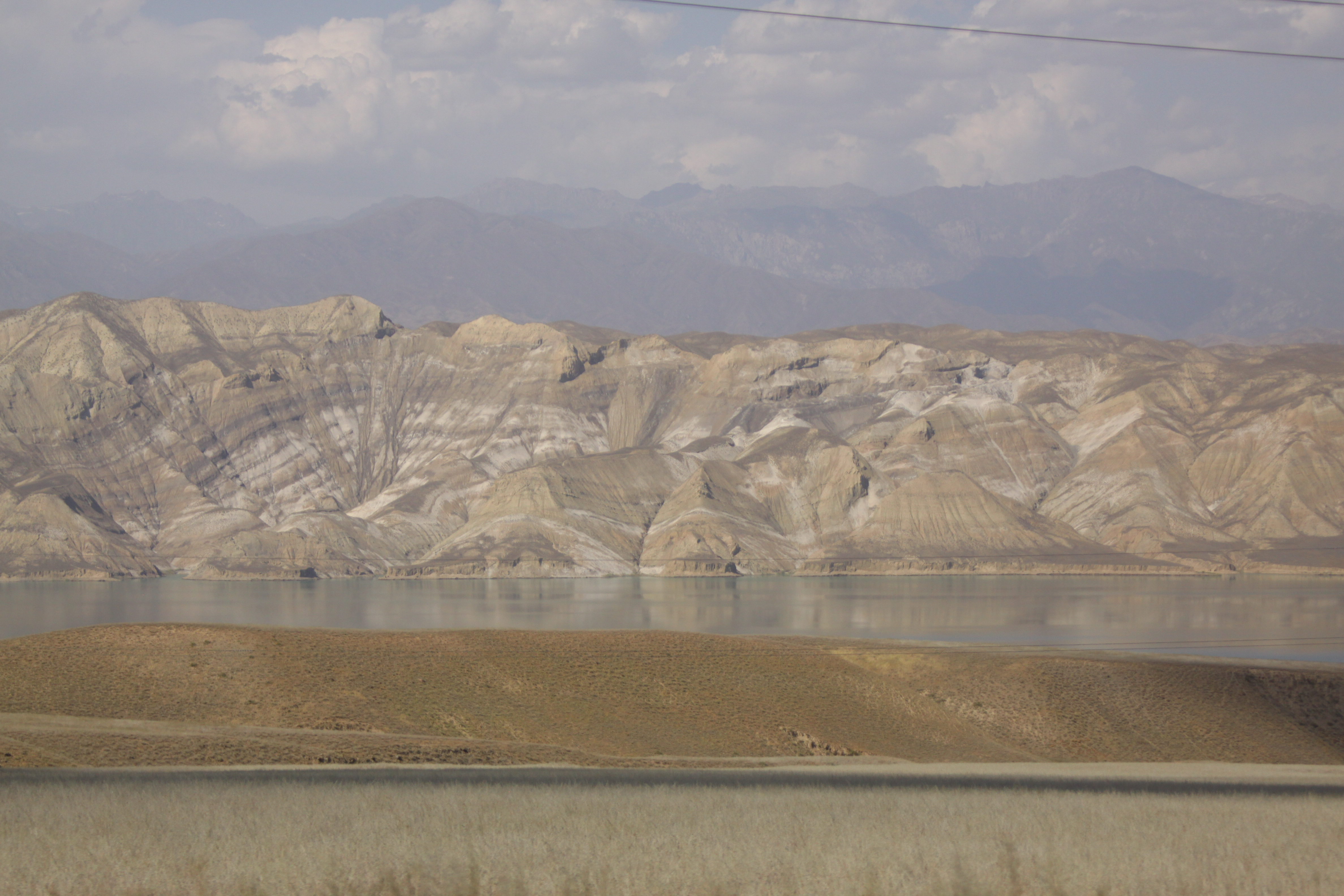
Côte nord-est du lac de Toktogul.
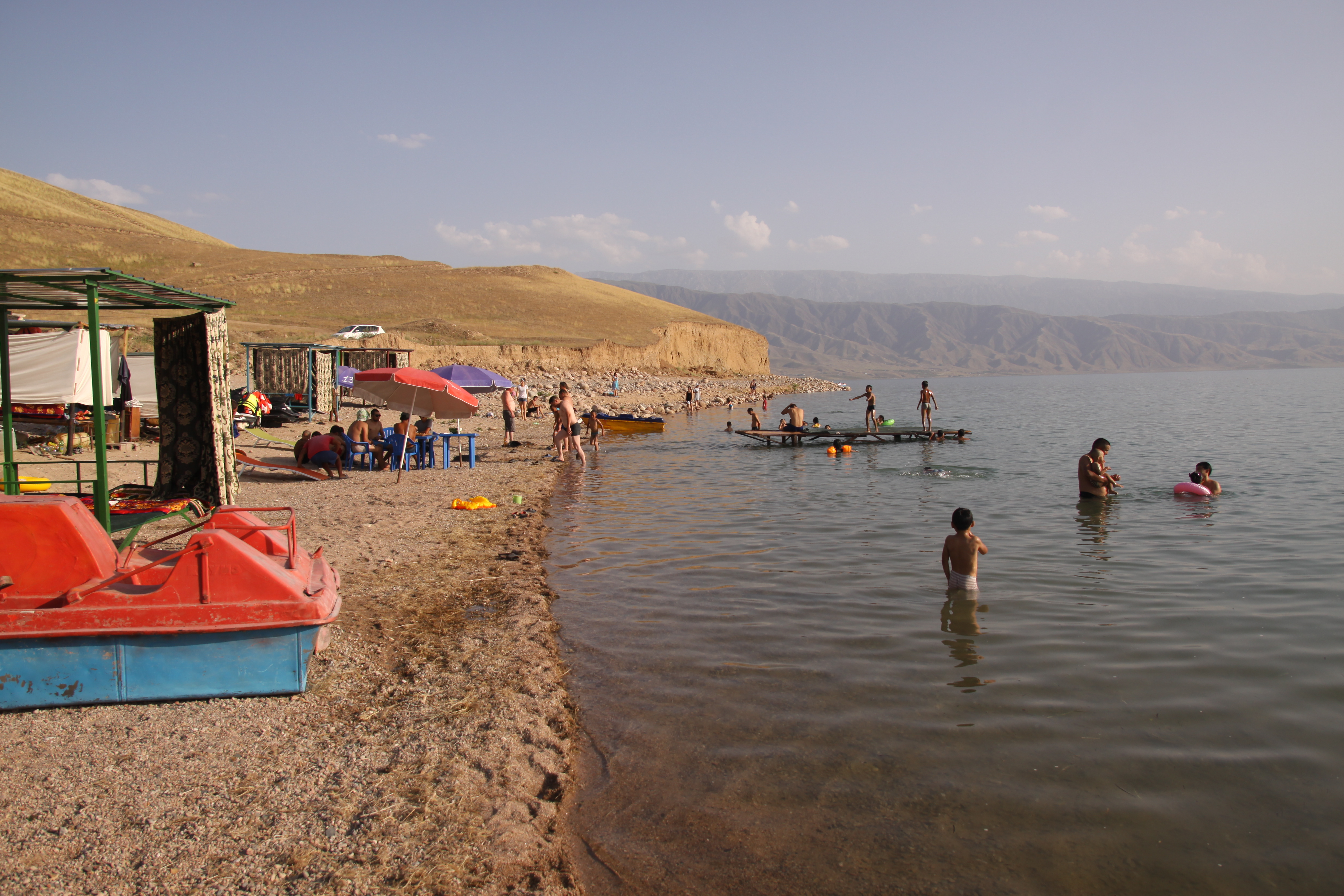
Plage sur le lac, proche de la ville de Toktogul.